# Hu Weidong
Dans ce nom, le nom de famille, Hu, précède le nom personnel.
Hu Weidong, (en chinois : 胡卫东), né le 3 janvier 1971 à Xuzhou en Chine, est un joueur et entraîneur de basket-ball chinois. Il évolue au poste d'arrière.

## Biographie
En 1985, Hu intègre les équipes de jeunes des Jiangsu Dragons. Il débute avec l'équipe de Chine en 1987. Il est nommé MVP à deux reprises de la Chinese Basketball Association et est meilleur marqueur du championnat à trois reprises. 
Hu a tenté sa chance en NBA en 1998, mais il se blesse au moment où les Mavericks de Dallas lui offrent un contrat. Un contrat de dix jours lui est proposé par le Magic d'Orlando en 2000, mais se blesse peu après et ne dispute finalement pas un seul match en NBA.
En 2005, Hu devient entraîneur des Jiangsu Dragons.